# جبل الصداقة الإسرائيلية الفلسطينية
جبل الصداقة الإسرائيلية-الفلسطينية (بالعبرية: हर 人庺庺) يبلغ ارتفاعه 2,770-متر (9,090 قدم) قمة بالقرب من هضبة بروس في شبه الجزيرة القطبية الجنوبية. تم تسلقها وتسميتها في عام 2004 من قبل فريق مكون من 8 أعضاء يتكون من أربعة إسرائيليين وأربعة فلسطينيين.

## الخلفية والإعداد
تم تنظيم الرحلة من قبل منظمة كسر الجليد. أراد مؤسس هذه المنظمة، ناثانيال هيسكل، أن يثبت أن الفلسطينيين والإسرائيليين قادرون على العمل معًا على الرغم من المشاكل في أراضي فلسطين التاريخية بين إسرائيل وفلسطين.
تدرب أعضاء البعثة على الإبحار في تل أبيب، وتدربوا في جبال الألب الفرنسية، قبل شهرين تقريبًا من مغادرتهم إلى القارة القطبية الجنوبية.

## أعضاء الفريق

### أعضاء الفريق الإسرائيلي
في وقت الرحلة، كان هيسكل ناثانيال يبلغ من العمر 40 عامًا، وكان يعمل مطورًا عقاريًا في ألمانيا. خدم في جيش الاحتلال الإسرائيلي لمدة 10 سنوات.
في وقت الرحلة الاستكشافية، دورون إيريل، كان أحد أبرز متسلقي الجبال في إسرائيل، وكان أول إسرائيلي يتسلق جبل إيفرست في عام 1992. وفي وقت لاحق، تسلق إيريل القمم السبع، وهي أعلى الجبال في كل من القارات السبع. في عام 1990، شارك في البحث عن الناجين من الانهيار الجليدي الذي أدى إلى مقتل 43 متسلقًا في قمة لينين. خدم إيريل في وحدة سييرت ماتكال، وهي وحدة كوماندوز النخبة في الجيش الإسرائيلي. كان والديه من الناجين من الهولوكوست من بولندا.
في وقت الحملة، كان أفيهو شوشاني محامياً يبلغ من العمر 44 عاماً وجزءاً من المشهد السياسي اليميني في إسرائيل. أمضى أربع سنوات كقائد قوات النخبة في قوات الدفاع الإسرائيلية.
في وقت الرحلة، كان ياردن فانتا، المرشح لنيل درجة الدكتوراه، يبلغ من العمر 33 عامًا. سافرت من إثيوبيا عبر السودان إلى إسرائيل عندما كانت أمية في الرابعة عشرة من عمرها. لقد قضت أول 12 عامًا من حياتها في مساعدة أسرتها في رعاية الأبقار في قرية إثيوبية صغيرة تسمى ماشا.

### أعضاء الفريق الفلسطيني
في وقت الرحلة، كان ناصر قوص، مدرب كرة القدم، يبلغ من العمر 35 عامًا. كان قد أمضى ثلاث سنوات في سجن إسرائيلي لمهاجمته القوات الإسرائيلية بالقنابل الحارقة خلال الانتفاضة الأولى. عمل لاحقًا كحارس شخصي لممثل منظمة التحرير الفلسطينية في القدس فيصل الحسيني.
في وقت الحملة كان سليمان الخطيب يبلغ من العمر 32 عامًا. عضو في حركة فتح، وكان قد أمضى 10 سنوات في سجون الاحتلال منذ أن كان عمره 14 عاماً، لقيامه بعمليات ضد القوات الإسرائيلية. أثناء وجوده في السجن درس اللغة العبرية والإنجليزية والأدب والتاريخ.
في وقت الرحلة، كان زياد درويش صحفيًا يبلغ من العمر 53 عامًا. وكان شقيقه، وهو عضو في حركة فلسطينية متطرفة، قد قُتل في غارة للجيش الإسرائيلي عام 1982. وكان ابن عمه الشاعر الفلسطيني الشهير محمود درويش.
في وقت الرحلة، أُلفت حيدر البالغة من العمر 33 عامًا في فريق الكرة الطائرة الوطني الإسرائيلي. عملت كمدرسة جمباز.

## الرحلة الاستكشافية
انطلقت البعثة من بويرتو ويليامز في تشيلي في الأول من يناير 2004، على متن اليخت المحيطي بيلاجِك أستراليس. أبحر اليخت لمسافة 600 ميل تقريبًا في المحيطات الأكثر خطورة، بما في ذلك الدوران حول رأس هورن، والمرور عبر الأربعينيات الهادرة.
عندما وصلوا إلى القارة القطبية الجنوبية، سار الفريق لمدة أسبوع حتى وصلوا إلى سفح الجبل. في ظل الرياح العاتية وانخفاض الرؤية، وفي منطقة مليئة بالشقوق، بدأوا تسلقهم. تم تجميعهم في مجموعات مختلطة من أربعة أشخاص، باستخدام المسامير المثبتة في أحذيتهم والفؤوس الجليدية في أيديهم، وتحمل الإسرائيليون والفلسطينيون المسؤولية عن حياة بعضهم البعض. بعد تسلقهم نهرًا جليديًا، وصلوا إلى القمة في الساعة الرابعة مساءً في 16 يناير 2004.
وفي القمة، ركع الرجال المسلمون الثلاثة في الصلاة، واتجهوا نحو مكة. فتح الإسرائيليون الشمبانيا للجميع. زاد درويش تأثراً حتى البكاء. قال: "إنها لحظة جميلة جدًا، أن نرى الإسرائيليين والفلسطينيين يفعلون هذا النوع من الأشياء معًا. ومع ذلك، فإنها تجعلني أفكر أيضًا في كل الأفعال المروعة التي نرتكبها لبعضنا البعض في الوطن." على بُعد 13,000 كيلومتر من ديارهم في الشرق الأوسط، أصدر الحزب بيان القمة، الذي اتفق عليه جميع الثمانية مسبقًا:
| « | نحن، أعضاء بعثة "كسر الجليد" — البعثة الإسرائيلية-الفلسطينية إلى القارة القطبية الجنوبية — وبعد أن وصلنا إلى نهاية رحلة طويلة عبر البر والبحر من منازلنا في الشرق الأوسط إلى أقصى جنوب الأرض، نقف الآن على قمة هذا الجبل الذي لم يُسمَّ من قبل. بوصولنا إلى قمته، أثبتنا أن الفلسطينيين والإسرائيليين يمكنهم التعاون معًا بروح من الاحترام المتبادل والثقة. وعلى الرغم من الخلافات العميقة التي تفصل بيننا، فقد أظهرنا أنه يمكننا خوض حوار صادق وذو مغزى. نتوحد اليوم في رفض استخدام العنف كوسيلة لحل مشاكلنا، ونُعلن من هنا أن شعبينا يمكنهما — ويستحقان — أن يعيشا معًا بسلام وصداقة. وتعبيرًا عن هذه القيم والرغبات، نُطلق على هذا الجبل اسم: **"جبل الصداقة الإسرائيلية-الفلسطينية"**. | » |

قبل أيام من الوصول إلى القمة، خاضت المجموعات نقاشات حادة حول صياغة البيان الذي سيقدمونه عند الوصول إلى القمة. وفي النهاية وافق الأعضاء على رفض أي تلميح للعنف في بيانهم المشترك.
وعلى الرغم من الخلافات المريرة حول كل ما يتعلق بسياسة الشرق الأوسط، إلا أن أعضاء الفريق ارتبطوا ببعضهم البعض، وساعدوا بعضهم البعض أثناء دوار البحر، وسوء الأحوال الجوية، وانخفاض الرؤية.